# Нижній Ташбукан
Нижній Ташбука́н (рос. Нижний Ташбукан, башк. Түбәнге Ташбүкән) — село у складі Гафурійського району Башкортостану, Росія. Адміністративний центр Ташбуканівської сільської ради.
Населення — 166 осіб (2010; 214 в 2002).
Національний склад:
- башкири — 99%